# Kotaka (1888)
Kotaka (小鷹, jap. „Sokół”) – unikatowy torpedowiec pełnomorski Marynarki Wojennej Imperium Japońskiego, wyprzedzający o prawie dekadę późniejsze okręty tego typu.
Zamówiony w 1885 w brytyjskiej stoczni Yarrow Shipbuilders „Sokół” został przetransportowany w częściach do Japonii gdzie budowę ukończono w stoczni w Yokosuka w 1888. W momencie wejścia do służby „Kotaka” była największym torpedowcem na świecie. Uzbrojona w cztery armaty 1-funtowe (37 mm) i o stosunkowo dużej żeglowności (w porównaniu z kilkudziesięciotonowymi torpedowcami) w czasie późniejszych manewrów udowodniła użyteczność tego typu okrętów do działań pełnomorskich.  W późniejszym czasie marynarka japońska zamówiła szereg innych torpedowców typu francuskiego, ale były to znacznie mniejsze okręty i „Kotaka” pozostała jednostką jedyną w swoim typie.
Okręt wziął udział w wojnie chińsko-japońskiej i rosyjsko japońskiej, wycofany z aktywnej służby w 1908 służył jako okręt szkoleniowy do 1 marca 1916. W 1917 na „Kotace” ponownie podniesiono banderę i okręt ostatecznie zakończył służbę w styczniu 1927.
W 1904 „Kotaka” został wyposażony w eksperymentalny węglowo-ropny system napędowy.
Kotaka był okrętem wyprzedzającym swoją epokę, następny okręt tej klasy, o podobnej wielkości i z podobnymi osiągami powstał dopiero w 1893, był to angielski HMS „Havock” uważany powszechnie za pierwszy kontrtorpedowiec. W stoczni Yarrow, w której zbudowano „Havocka”, a wcześniej zamówiono „Kotakę” panuje opinia, „że praktycznie rzecz biorąc koncepcja niszczyciela jako okrętu powstała w Japonii”.